# Psephomeres leptogramma
Psephomeres leptogramma är en fjärilsart som beskrevs av Edward Meyrick 1916. Psephomeres leptogramma ingår i släktet Psephomeres och familjen plattmalar. Inga underarter finns listade i Catalogue of Life.